# Arbeitsgericht Pirmasens
Das Arbeitsgericht Pirmasens war ein bayerisches Arbeitsgericht mit Sitz in Pirmasens.

## Geschichte
Gemäß Arbeitsgerichtsgesetz vom 23. Dezember 1926 wurden in Deutschland Arbeitsgerichte gebildet. Diese waren nur in der ersten Instanz organisatorisch selbstständige Gerichte, die Landesarbeitsgerichte waren den Landgerichten zugeordnet. Am Landgericht Zweibrücken entstand so 1927 das Landesarbeitsgericht Zweibrücken als eines von 23 Landesarbeitsgerichten in Bayern. In Pirmasens entstand das Arbeitsgericht Pirmasens als eines von vier Arbeitsgerichten des Landesarbeitsgerichts. Sein Sprengel umfasste die Gerichtsbezirke der Amtsgerichte Dahn, Pirmasens und Waldfischbach. Es bestand eine allgemeine Kammer für Arbeiter und Angestellte und eine Kammer für das Handwerk.
Bereits 1929 wurde die Zahl der Arbeitsgerichte deutlich reduziert. Das Arbeitsgericht Pirmasens blieb davon unberührt.
Nach der Besetzung Deutschlands durch die Alliierten wurden 1945 zunächst alle Gerichte geschlossen. Die ordentlichen Gerichte wurden schon bald wieder eröffnet, während die Arbeitsgerichte zunächst nicht wieder eingerichtet wurden, so dass arbeitsgerichtliche Streitigkeiten von den ordentlichen Gerichten erledigt werden mussten. Gemäß Kontrollratsgesetz 21 vom 30. März 1946 sollten in Deutschland Arbeitsgerichte aufgebaut werden. Mit dem Gesetz zur Errichtung von Arbeitsgerichten und das Verfahren in Arbeitsgerichtsstreitigkeiten vom 6. November 1947 sowie der Landesverfügung über die Errichtung der Arbeitsgerichte und die örtliche Abgrenzug der Arbeitsgerichtsbezirke vom 15. März 1948 wurde eine neue Rechtsgrundlage geschaffen. Das Arbeitsgericht Pirmasens entstand mit dem Erlass des Sozialministeriums vom 5. März 1948 neu und war nun für die Stadt Pirmasens und die Landkreise Pirmasens und Zweibrücken zuständig. Am 5. August 1949 nahm das Gericht seine Arbeit auf. Seinen Sitz hatte es zunächst im Gebäude Bahnhofstraße 41. Nach zwei Umzügen war das Gericht ab 1988 im Gebäude des Amtsgerichtes, Bahnhofstraße 22 untergebracht.
Durch das Erste Landesgesetz zur Verwaltungsvereinfachung vom 28. Juli 1966 wurde das Arbeitsgericht Pirmasens aufgehoben und dessen Sprengel dem Arbeitsgericht Kaiserslautern zugeschlagen. In Pirmasens wurde zunächst eine Zweigstellen des Arbeitsgerichtes Kaiserslautern geführt. Die Zweigstelle Pirmasens wurde 1977 in auswärtige Kammern Pirmasens des Arbeitsgerichtes Kaiserslautern umbenannt. Mit Landesgesetz vom 16. September 1982 erhielt die Zweigstelle Landau die Bezeichnung auswärtige Kammern Landau des Arbeitsgerichtes Ludwigshafen.